# Tamopsis warialdae
Tamopsis warialdae är en spindelart som beskrevs av Baehr 1998. Tamopsis warialdae ingår i släktet Tamopsis och familjen Hersiliidae.
Artens utbredningsområde är New South Wales. Inga underarter finns listade i Catalogue of Life.